# M-16 (album)
M-16 è il decimo album del gruppo thrash metal tedesco Sodom, pubblicato nel 2001.

## Il disco
M-16 è un concept album sulla Guerra del Vietnam, il cui titolo riprende il fucile d'assalto omonimo utilizzato maggiormente dagli americani nel corso del conflitto.
Il sample all'inizio di Napalm in the Morning è tratto dal film Apocalypse Now; quello all'interno di Marines è preso da Full Metal Jacket. Particolare è anche la traccia Surfin' Bird, cover della canzone del gruppo The Trashmen; questa stessa canzone, peraltro, è facente parte della colonna sonora proprio del film di Stanley Kubrick.

## Tracce
1. Among The Weirdcong – 5:07
2. I am the War – 4:06
3. Napalm in the Morning – 5:55
4. Mine Jumper – 3:09
5. Genocide – 4:47
6. Little Boy – 4:00
7. M-16 – 4:17
8. Lead Injection – 6:21
9. Cannon Fodder – 3:59
10. Marines – 3:52
11. Surfin' Bird (cover) – 2:57

### Tracce bonus
L'edizione giapponese dell'album contiene un paio di tracce bonus:
1. "Witching Metal" – 3:11
2. "Devils Attack" – 5:14

## Formazione
- Tom Angelripper - voce, basso
- Bernemann - chitarra
- Bobby Schottkowski - batteria